# Autômato adaptativo
Na Teoria da Computação, um Autômato Adaptativo é um autômato que possui a capacidade de alterar a sua própria estrutura, inserindo e removendo estados e transições. Baseado no formalismo dos  Autômatos de Pilha Estruturados, sua proposta inicial foi desenvolvida por João José Neto.